# Кирхдорф-ан-дер-Кремс
Кирхдорф-ан-дер-Кремс (нем. Kirchdorf an der Krems) — город  в Австрии, в федеральной земле Верхняя Австрия. 
Входит в состав округа Кирхдорф-ан-дер-Кремс. Население составляет 4070 человек (на 31 декабря 2005 года). Официальный код — 40 905.

## География
Занимает площадь 3 км². 

## Политическая ситуация
Бургомистр общины — Фердинанд Кайнедер (СДПА) по результатам выборов 2003 года.
Совет представителей общины (нем. Gemeinderat) состоит из 25 мест:
- СДПА занимает 13 мест.
- АНП занимает 8 мест.
- АПС занимает 2 места.
- Зелёные занимают 2 места.